# Малый Пужмезь
Малый Пужмезь — деревня в Кезском районе Удмуртской республики.

## География
Находится в северо-восточной части Удмуртии на расстоянии приблизительно 10 км на запад-северо-запад по прямой от районного центра поселка Кез.

## История
Известна с 1873 года как починок Пужмесь малый (Саногурт, Ларгурт) из 3 дворов. В 1905 году здесь (Мало-Пужмезский или Саноков, Ларигурт, Улисгурт) учтено было 14 дворов, в 1924 — 17. Современное название с 1935 года. До 2021 года входила в состав Ключевского сельского поселения.

## Население
Постоянное население составляло 37 человек (1873), 127 (1905), 100 (1924, все удмурты), 27 человек в 2002 году (удмурты 100 %), 24 в 2012.